# Ruské sčítání lidu 2010

Logo sčítání

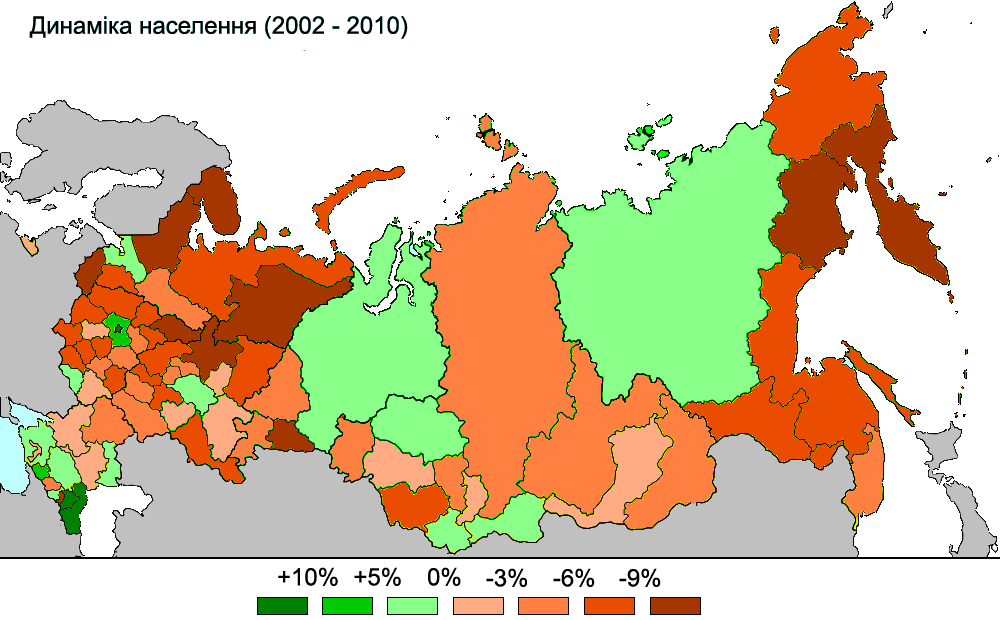
Změny v počtu obyvatel regionů od sčítání lidu v roce 2002

Ruské sčítání lidu v roce 2010 (rusky Всеросси́йская пе́репись населе́ния 2010 го́да – Vserossijskaja perepis naselenija 2010 goda) bylo teprve druhým sčítáním lidu v Ruské federaci od rozpadu Sovětského svazu a konalo se po osmi letech od prvního sčítání lidu v roce 2002. Podle předběžných výsledků zveřejněných v březnu 2011 žilo v době sčítání v Rusku 142 905 200 lidí, tedy celkově méně než v roce 2002.

## Organizace a průběh
Přípravy na sčítání probíhaly od roku 2007 a samotné sčítání proběhlo na většině území v období od 14. do 25. října 2010, v některých oblastech probíhalo ovšem už od 1. dubna až do 20. prosince. Organizaci sčítání prováděla Federální služba státní statistiky, která také v letech 2010-2013 zpracovává a zveřejňuje výsledky.

## Kontroverze kolem sibiřské národnosti
Podle serveru Globalsib.com bylo při sčítání mnoha občanům odepřeno právo zaznamenat sibiřskou národnost, kterou uvedli. Těm, kteří uvedli národnost „Sibiřan“ (rusky сибиряк), byla tato změněna na národnost „ruskou“ případně „sibiřsko-ruskou“ (rusky русский сибиряк), ačkoliv ze zákona je národnost „Sibiřan“ uvedena v oficiálních protokolech jako jedna z možných identit.